# Comitas malayana
Comitas malayana é uma espécie de gastrópode do gênero Comitas, pertencente a família Pseudomelatomidae.